# Cyrtogaster decora
Cyrtogaster decora är en stekelart som beskrevs av Huang 1992. Cyrtogaster decora ingår i släktet Cyrtogaster och familjen puppglanssteklar. Inga underarter finns listade i Catalogue of Life.